# Atletica leggera ai Giochi della XI Olimpiade - Staffetta 4×100 metri femminile

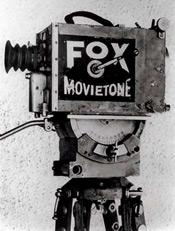
Video della Finale (durata: 2'31")

La competizione della staffetta 4×100 metri femminile di atletica leggera ai Giochi della XI Olimpiade si è disputata nei giorni 8 e 9 agosto 1936 allo Stadio Olimpico di Berlino.

## L'eccellenza mondiale
| Record olimpico: 1932             | 47”0 | Stati Uniti | Presenti |
| Vincitrice dei IV Giochi mondiali | 48”6 | Germania    | Presente |
| Record mondiale: 21 giugno 1936   | 46”5 | Germania    | Presente |

## La gara
In batteria la Germania stabilisce il nuovo record del mondo con 46”4.
In finale le tedesche dominano, giungendo all'ultimo cambio con 8 metri di vantaggio. Ma al momento del passaggio da Marie Dollinger a Ilse Dörffeldt, il testimone cade. L'incidente dà il via libera agli Stati Uniti.
Tra le componenti della squadra americana c'è Betty Robinson, vincitrice del titolo dei 100 metri ad Amsterdam 1928, al ritorno alle competizioni dopo un brutto incidente accaduto nel 1931.

La terza frazionista della squadra olandese, giunta quinta, è la diciottenne Fanny Blankers-Koen. Farà parlare di sé ai Giochi di Londra 1948.

## Risultati

### Batterie
| Pos. | Nazione     | Atleti                                                            | Tempo |
| ---- | ----------- | ----------------------------------------------------------------- | ----- |
| 1    | Stati Uniti | Harriet Bland Annette Rogers Betty Robinson Helen Stephens        | 47"1  |
| 2    | Canada      | Dorothy Brookshaw Jeanette Dolson Hilda Cameron Aileen Meagher    | 48"0  |
| 3    | Paesi Bassi | Catharina ter Braake Fanny Blankers-Koen Ali de Vries Lies Koning | 48"4  |
| 4    | Austria     | Charlotte Machmer Johanna Vancura Grete Neumann Veronika Kohlbach | 49"9  |

| Pos. | Nazione       | Atleti                                                          | Tempo |
| ---- | ------------- | --------------------------------------------------------------- | ----- |
| 1    | Germania      | Emmy Albus Käthe Krauß Marie Dollinger Ilse Dörffeldt           | 46"4  |
| 2    | Gran Bretagna | Eileen Hiscock Violet Olney Audrey Brown Barbara Burke          | 47"5  |
| 3    | Italia        | Lidia Bongiovanni Ondina Valla Fernanda Bullano Claudia Testoni | 48"6  |
| 4    | Finlandia     | Irja Lipasti Ebba From Raili Halttu Rauni Essman                | 49"5  |

### Finale
| Pos.    | Corsia | Nazione       | Atleti                                                            | Tempo    |
| ------- | ------ | ------------- | ----------------------------------------------------------------- | -------- |
| Oro     | 3      | Stati Uniti   | Harriet Bland Annette Rogers Betty Robinson Helen Stephens        | 46"9     |
| Argento | 1      | Gran Bretagna | Eileen Hiscock Violet Olney Audrey Brown Barbara Burke            | 47"6     |
| Bronzo  | 5      | Canada        | Dorothy Brookshaw Jeanette Dolson Hilda Cameron Aileen Meagher    | 47"8     |
| 4       | 2      | Italia        | Lidia Bongiovanni Ondina Valla Fernanda Bullano Claudia Testoni   | 48"7     |
| 5       | 6      | Paesi Bassi   | Catharina ter Braake Fanny Blankers-Koen Ali de Vries Lies Koning | 48"8     |
| -       | 4      | Germania      | Emmy Albus Käthe Krauß Marie Dollinger Ilse Dörffeldt             | Ritirata |